# Systasis darlingi
Systasis darlingi är en stekelart som beskrevs av Dzhanokmen 1996. Systasis darlingi ingår i släktet Systasis och familjen puppglanssteklar.
Artens utbredningsområde är Kazakstan. Inga underarter finns listade i Catalogue of Life.